# Circuit Cultural Comarcal de la Marina Alta
El Circuit Cultural Comarcal de la Marina Alta és una mancomunitat de municipis de la comarca valenciana del mateix nom (Marina Alta). Aglomera 33 municipis i 131.516 habitants, en una extensió de 759,30 km². Actualment (2007) la mancomunitat és presidida per Paloma Grandos Sanz, del Partit Popular i regidora de l'ajuntament de Calp. Les seues competències són únicament en matèria de cultura.
Els pobles que formen la mancomunitat són:
- L'Atzúbia
- Alcalalí
- Beniarbeig
- Benigembla
- Benidoleig
- Benimeli
- Benissa
- El Poble Nou de Benitatxell
- Calp
- Castell de Castells
- Dénia
- Gata de Gorgos
- Llíber
- Murla
- Ondara
- Orba
- Parcent
- Pedreguer
- Pego
- Els Poblets
- El Ràfol d'Almúnia
- Sagra
- Sanet y Negrals
- Senija
- Teulada
- Tormos
- La Vall d'Alcalà
- La Vall d'Ebo
- Vall de Gallinera
- La Vall de Laguar
- El Verger
- Xàbia
- Xaló